# Клемсонський університет
34°40′42″ пн. ш. 82°50′21″ зх. д. / 34.678333333333° пн. ш. 82.839166666667° зх. д.
Клемсонський університет (англ. Clemson University) — державний дослідницький університет у Клемсоні, штат Південна Кароліна. Заснований у 1889 році. Він є другим за кількістю студентів університетом у Південній Кароліні. На осінній семестр 2019 року університет зарахував загалом 20 195 студентів бакалаврату та 5 627 аспірантів, а співвідношення студентів/викладачів становило 18:1. Кампус Клемсона площею 1400 акрів розташований у підніжжі гір Блакитного хребта. Кампус межує з озером Гартвелл, яке було утворене дамбою, завершеною в 1962 році. Університет управляє Клемсонським експериментальним лісом площею 17 500 акрів, який використовується для досліджень, навчання та відпочинку.
Університет складається з семи коледжів: сільського господарства, лісівництва та природничих наук; архітектура, мистецтво та гуманітарні науки; Коледж бізнесу Вілбура О. та Енн Пауерс; Поведінкові, соціальні та медичні науки; Освіта; Інженерія, обчислювальна техніка та прикладні науки; і науки. US News & World Report ставить Клемсонський університет на 77 місце за 2022 рік серед національних університетів США.

## Історія

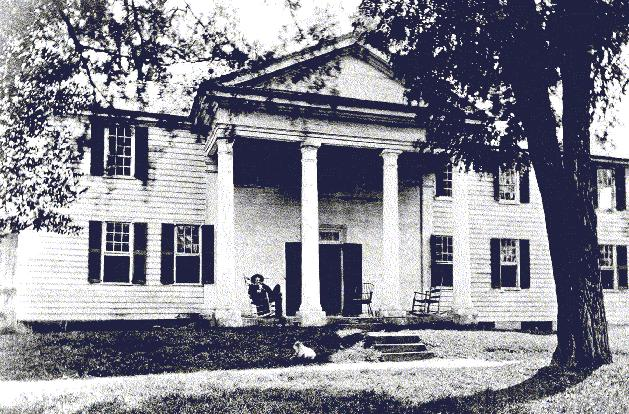
Форт-Хілл, сфотографований у 1887 році, був домом Джона Келгуна, а пізніше Томаса Гріна Клемсона, і знаходиться в центрі університетського містечка.

Томас Грін Клемсон, засновник університету, приїхав до Південної Кароліни в 1838 році, коли він одружився з Анною Марією Келгун, дочкою Джона Келгуна, державного діяча Південної Кароліни та сьомого віце-президента США. Коли Клемсон помер 6 квітня 1888 року, він залишив більшу частину свого маєтку, який він успадкував від дружини, у своєму заповіті для створення коледжу, який навчатиме науковому сільському господарству та механічну мистецтву жителів Південної Кароліни. На його рішення значною мірою вплинув майбутній губернатор Південної Кароліни Бенджамін Тіллман.
У своєму заповіті Клемсон прямо заявив, що хоче, щоб школа була побудована за зразком того, що зараз є Університетом штату Міссісіпі: «Я хочу, щоб цей заклад перебував під контролем і управлінням опікунської ради, частина якої призначається надалі, і, наскільки це можливо, буде створено за зразком Сільськогосподарського коледжу Міссісіпі».

### Клемсонський сільськогосподарський коледж Південної Кароліни
У листопаді 1889 року губернатор Південної Кароліни Джон Пітер Річардсон III підписав законопроєкт, заснувавши Клемсонський сільськогосподарський коледж Південної Кароліни. У результаті федеральні кошти на сільськогосподарську освіту були переведені з Коледжу Південної Кароліни (сьогодні Університет Південної Кароліни) до Клемсона.. Будівництво коледжу у 1890 році. Будівництвом займалися ув'язнені.. Генрі Обрі Строд став першим президентом Клемсона з 1890 по 1893 рік. У 1893 році Едвін Крейгхед змінив Строуда. Сільськогосподарський коледж Клемсона офіційно відкрився в липні 1893 року і у перший рік тут навчалося 446 осіб. Загальною програмою перших прибулих студентів були англійська мова, історія, ботаніка, математика, фізика та сільське господарство. До 1955 року коледж також був військовою школою для лише білих чоловіків.

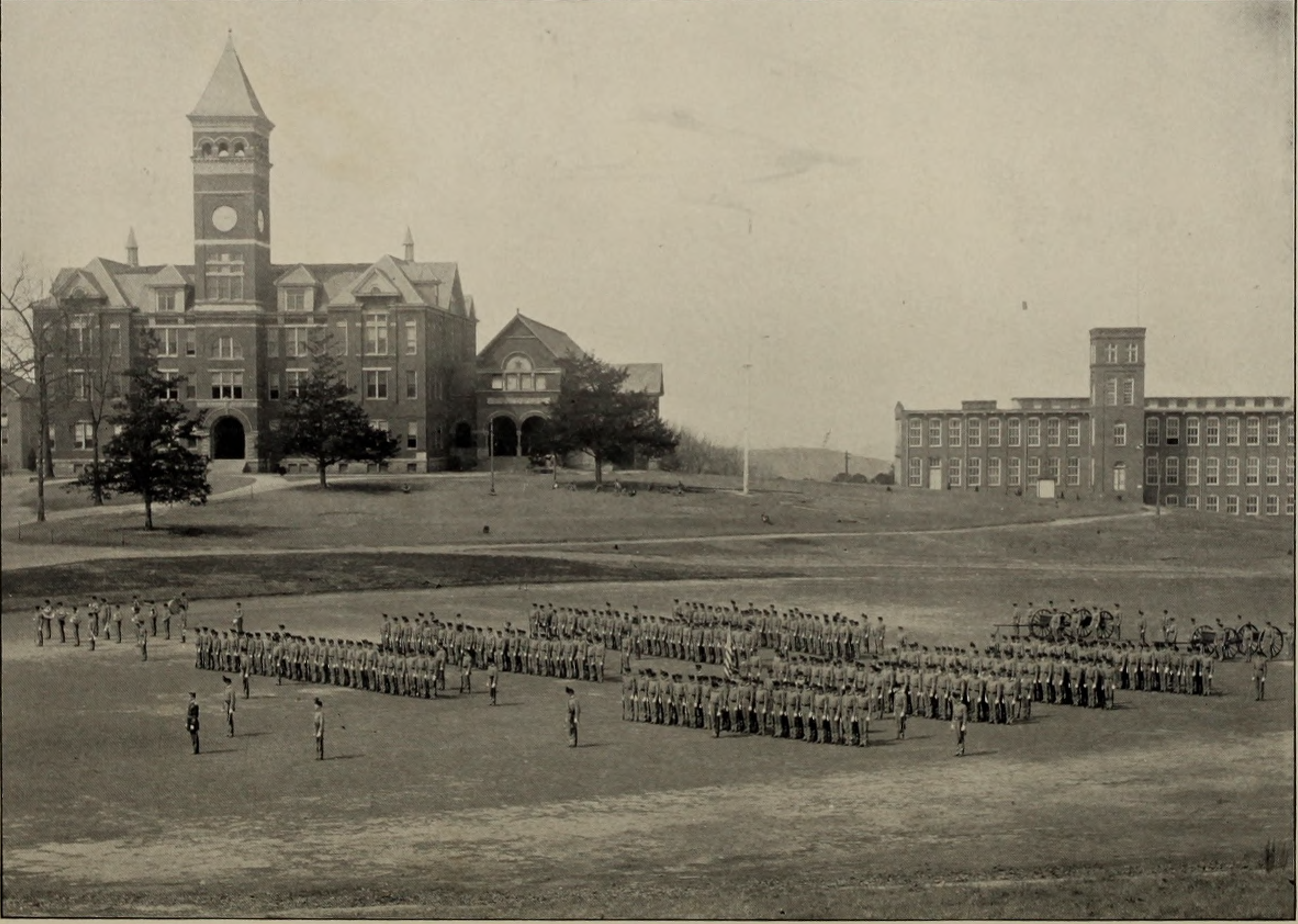
Корпус кадетів у коледжі Клемсон у 1904 році

22 травня 1894 року головна будівля (Tillman Hall) була знищена пожежею, яка поглинула бібліотеку, класи та кабінети. Tillman Hall був перебудований у 1894 році і все ще стоїть сьогодні. Перший випуск Клемсона був у 1896 році зі ступенем інженера-механіка, електротехніки та сільського господарства. Перша футбольна команда Клемсона була заснована в 1896 році. У 1898 році засновано текстильний факультет. Клемсон став першою південною школою, яка готувала фахівців з текстилю.
Під час Першої світової війни кількість студентів у Клемсоні зменшилася. У 1917 році Клемсон сформував Корпус підготовки офіцерів запасу, а в 1918 році був сформований Армійський корпус навчання студентів. Наслідки Першої світової війни змусили Клемсон найняти першу жінку на факультеті через зміни у складі викладачів.
1 квітня 1925 року пожежа знищила внутрішні приміщення сільськогосподарської будівлі та її численні дослідницькі проєкти та сільськогосподарський музей. Зовнішній фасад будівлі зберігся. У 1927 році Клемсон отримав акредитацію від Асоціації середніх шкіл і коледжів південних штатів.
Під час Великої депресії кількість студентів і доходи зменшилися.
Під час Другої світової війни понад 6500 студентів були відправлені на війну. Випуск 1943 року мав історичний мінімум — 343 випускники. До кінця війни загинуло 376 студентів Клемсона.

### Університет Клемсона
У 1964 році коледж було перейменовано в Університет Клемсона, оскільки законодавча влада штату офіційно визнала розширені академічні пропозиції школи та дослідження.